# Ken Matthews
Kenneth Joseph (Ken) Matthews (Birmingham, 21 juni 1934 - Wrexham, 2 juni 2019) was een Brits snelwandelaar.

## Loopbaan
Matthews viel tijdens de Olympische Zomerspelen 1960 uit op de 20 kilometer snelwandelen. Twee jaar later werd Matthews Europees kampioen op de 20 kilometer. 
Matthews behaalde zijn grootste succes met het winnen van olympisch goud tijdens de Olympische Zomerspelen 1964 in het Japanse Tokio in een nieuw olympisch record. In tegenstelling tot andere Britse olympisch kampioenen ontving Matthews in eerste instantie geen koninklijke onderscheiding, in 1977 werd Matthews als nog benoemd tot lid in de Orde van het Britse Rijk.

## Persoonlijke records
| Onderdeel          | Prestatie | Datum |
| ------------------ | --------- | ----- |
| 10 km snelwandelen | 42.35,6   | 1960  |
| 20 km snelwandelen | 1:28.15   | 1960  |

## Belangrijkste prestaties

### 20km snelwandelen
| Jaar | Wedstrijd | Plaats | Tijd        |
| ---- | --------- | ------ | ----------- |
| 1960 | OS        | -      | uitgevallen |
| 1962 | EK        | Goud   | 1:35.54,8   |
| 1964 | OS        | Goud   | 1:29.34 OR  |